# Hainspitze

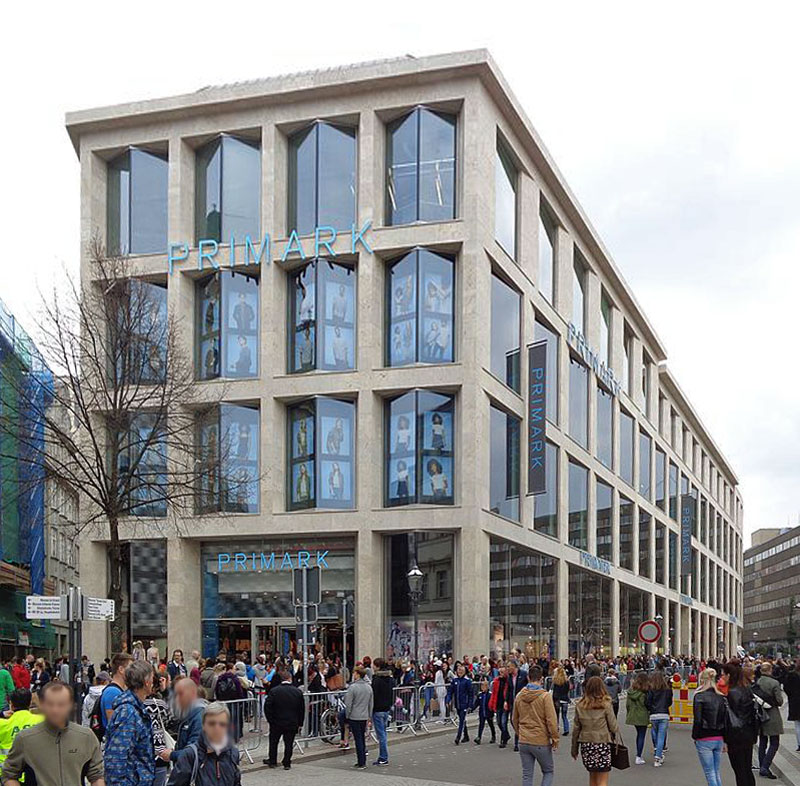
Geschäftshaus Hainspitze (2016)

Hainspitze ist der Name eines nach seiner Lage benannten Geschäftshauses in Leipzig. Es liegt an der gemeinsamen spitzwinkligen Einmündung der Hainstraße und der Großen Fleischergasse in den Brühl und überdeckt die Flächen Hainstraße 21–23 und Große Fleischergasse 1–9. Die Adresse lautet Hainstraße 21–23. Hauptmieter ist die irische Textil-Discounter Primark.

## Baubeschreibung
Das Gebäude besitzt einen etwa trapezförmigen Grundriss mit Schenkeln von 83 Metern entlang der Hainstraße und 95 Metern an der Großen Fleischergasse. Die Breite der Basis an der Nachbarbebauung beträgt ca. 90 Meter und die Breite der „Spitze“ 20 Meter. Es erstreckt sich über sechs Geschosse einschließlich eines Unter- und des Dachgeschosses, letzteres mit kleinen Fenstern in einer Schräge unterhalb des Flachdaches.
Die Fronten zeigen ein schlichtes Stahlbetongerüst und etwa 70 % Glasanteil. Sie werden dadurch belebt, dass die Fensterscheiben horizontal leicht verdreht eingesetzt sind. Außerdem finden sich sowohl in der Hainstraße als auch in der Großen Fleischergasse leichte Absätze in der Front.
Das Haus bietet insgesamt 14.000 Quadratmeter Handelsfläche.

## Nutzung
Neben Primark, das über vier Etagen 6000 Quadratmeter reine Verkaufsfläche belegt, sind weiter vertreten ein Lebensmittelvollsortimenter im Untergeschoss sowie ein Drogeriemarkt und ein Telefonshop. In einem Teil der oberen beiden Etagen ist ein Hotel eröffnet worden.
Im Dachgeschoss sind Sozial- und Betriebsräume untergebracht.

## Geschichte
Die Hainspitze markiert die Stelle, an der bereits in der Anfangszeit der Stadt sich die Fernhandelsstraßen Via Regia und Via Imperii kreuzten, bis um 1100 letztere aus der Hainstraße in die Reichsstraße verlegt wurde. Etwa ab der Frühen Neuzeit hatten die Häuser am Ende der Hainstraße die Namen Goldener Elefant (ein Gasthof), Bärmanns Hof, Kleiner Pelikan und Zur goldenen Gans (ebenfalls ein Gasthof); die beiden ersten reichten bis zur Großen Fleischergasse. 1837 wurde statt der Goldenen Gans und dem Gasthof Zum schwarzen Bären (an der Ecke der Großen Fleischergasse) ein Textilhandelshaus errichtet und von seinen Besitzern Große Tuchhalle genannt, nunmehr mit der Adresse Brühl 2. Architekt war Eduard Pötzsch (1803–1889).

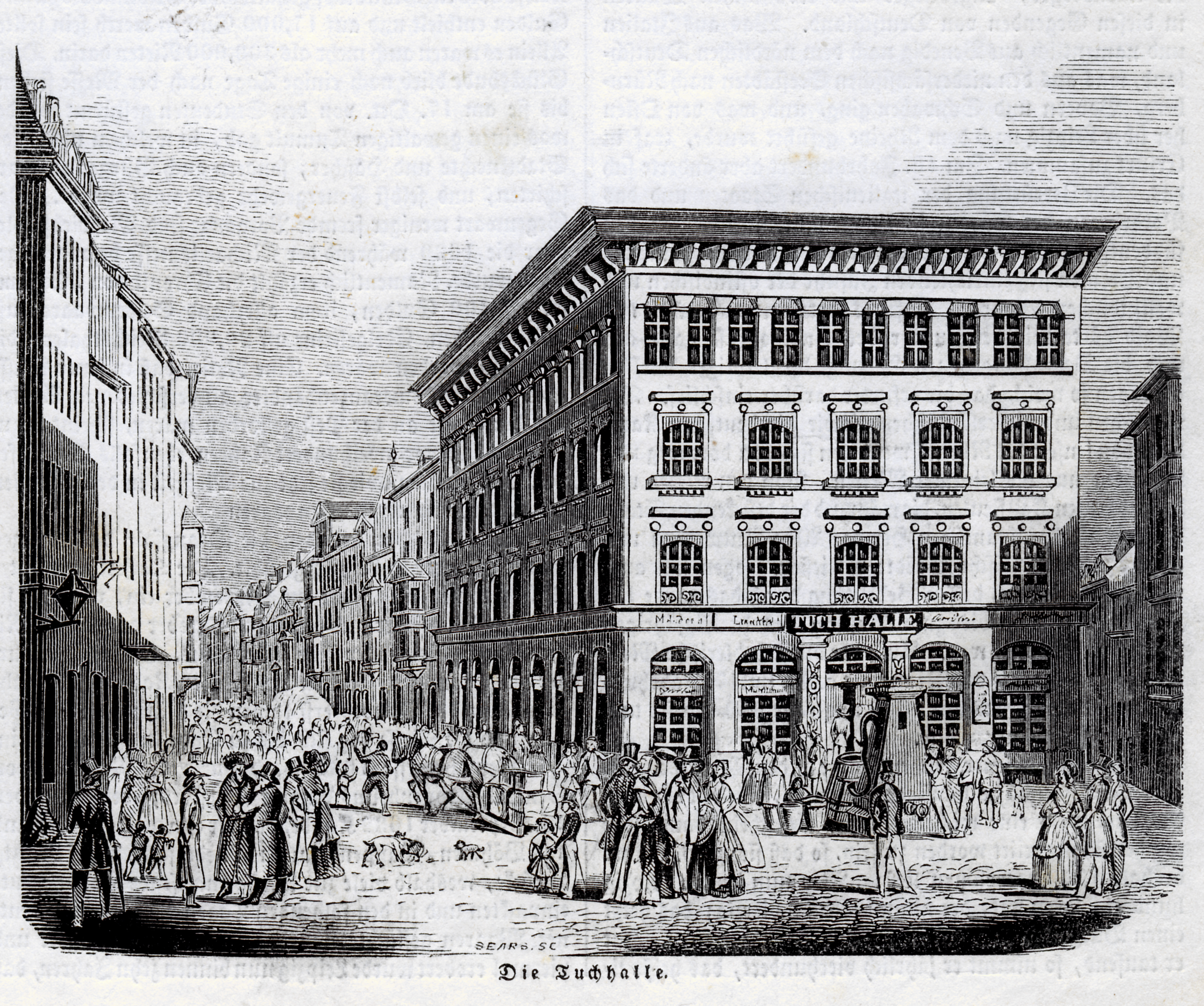
Die Große Tuchhalle 1844
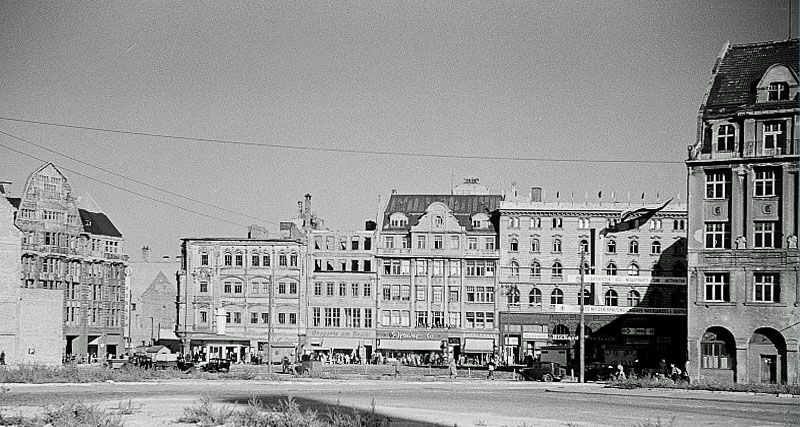
Bereich der Hainspitze 1951
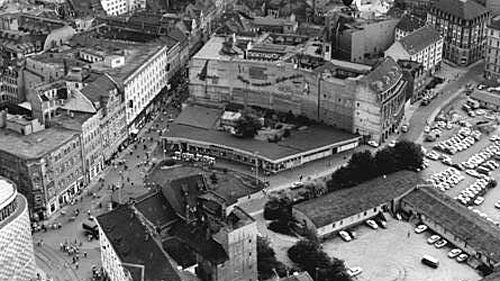
Hainspitze mit Flachbau 1977
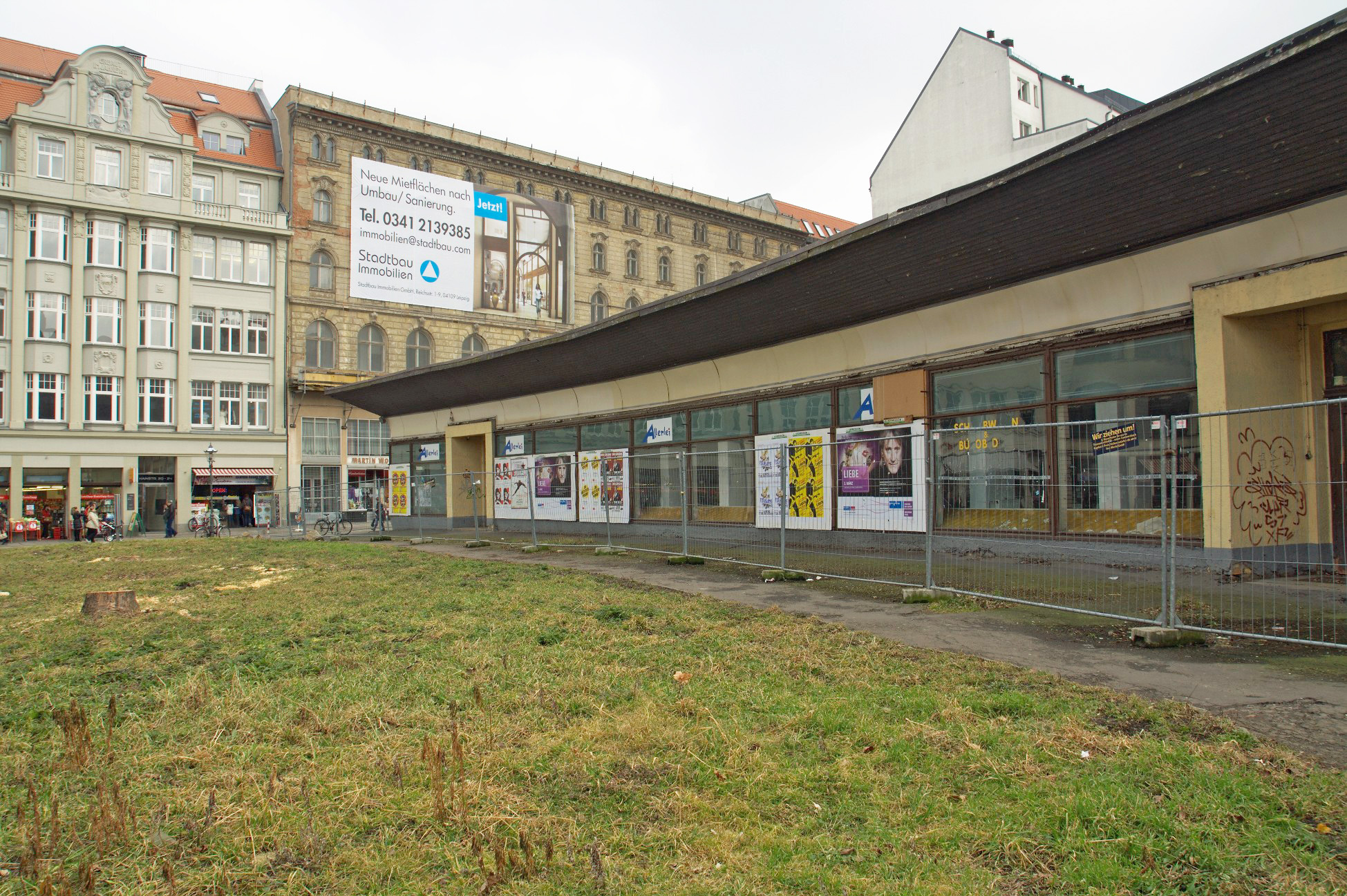
Flachbau vor dem Abriss 2012
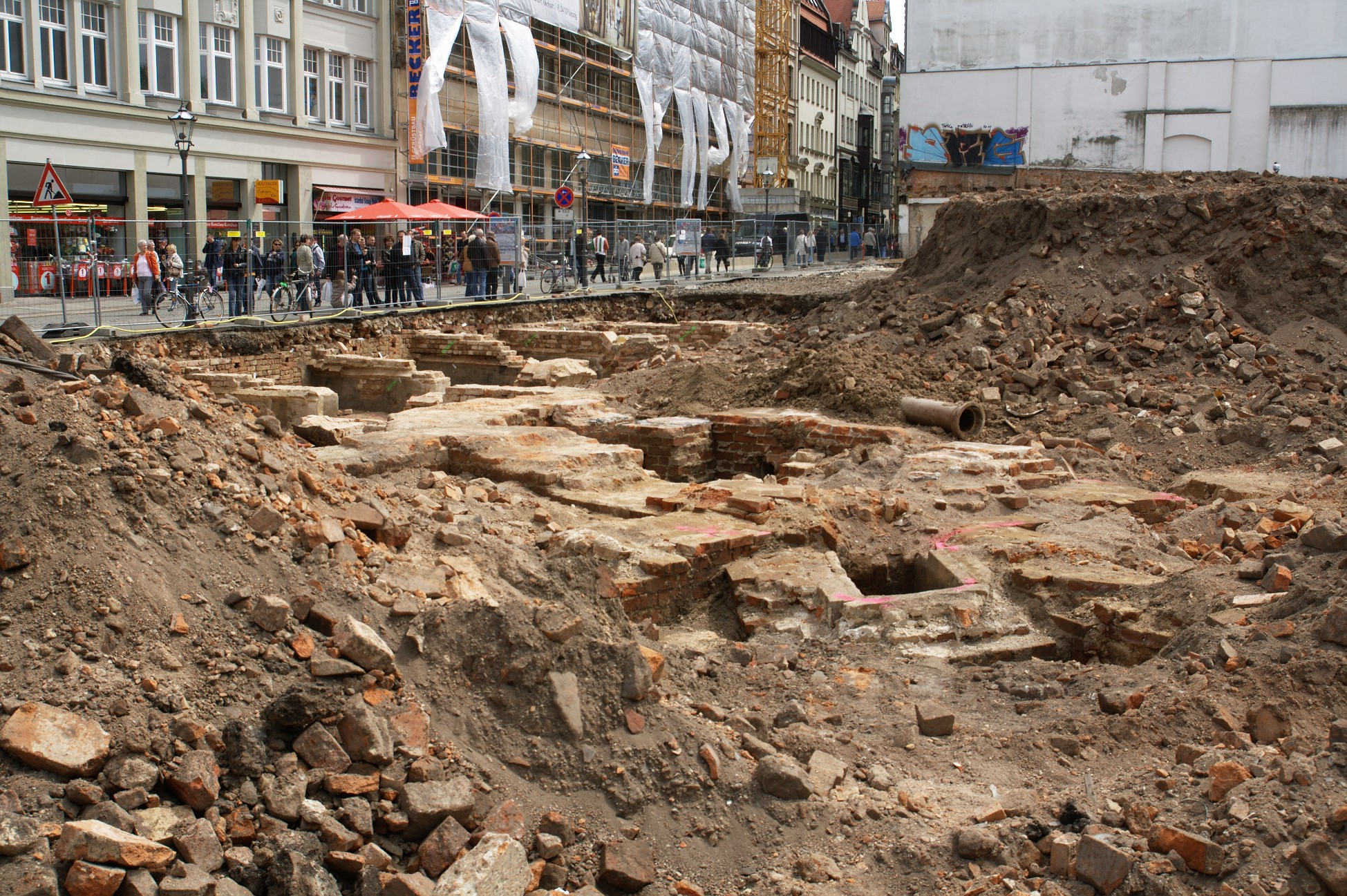
Archäologische Grabung 2012

Im Zweiten Weltkrieg wurde der gesamte Bereich total zerstört. Noch vor 1951 wurde ganz an der Spitze ein kleiner runder Verkaufspavillon eröffnet. Ihm folgte in den 1960er Jahren ein an die noch vorhandene Bausubstanz anschließender Flachbau mit geschwungener Hauptfront mit einem Textil- und einem Schreibwarengeschäft. Anfang der 1990er Jahre gehörten die Grundstücke zum Leipziger Immobilienbesitz des Bauunternehmers Jürgen Schneider. Nach dem Abriss des unter Denkmalschutz stehenden Objektes Anfang 2012 erfolgten von April bis November 2012 auf dem Gelände umfangreiche archäologische Grabungen mit Erkenntnissen über die Stadtwerdung Leipzigs sowie das Mittelalter und die Neuzeit des Baugeländes, bevor nach Verzögerungen 2014 der Bau begann. Am 7. April 2016 wurde das Haus eröffnet.

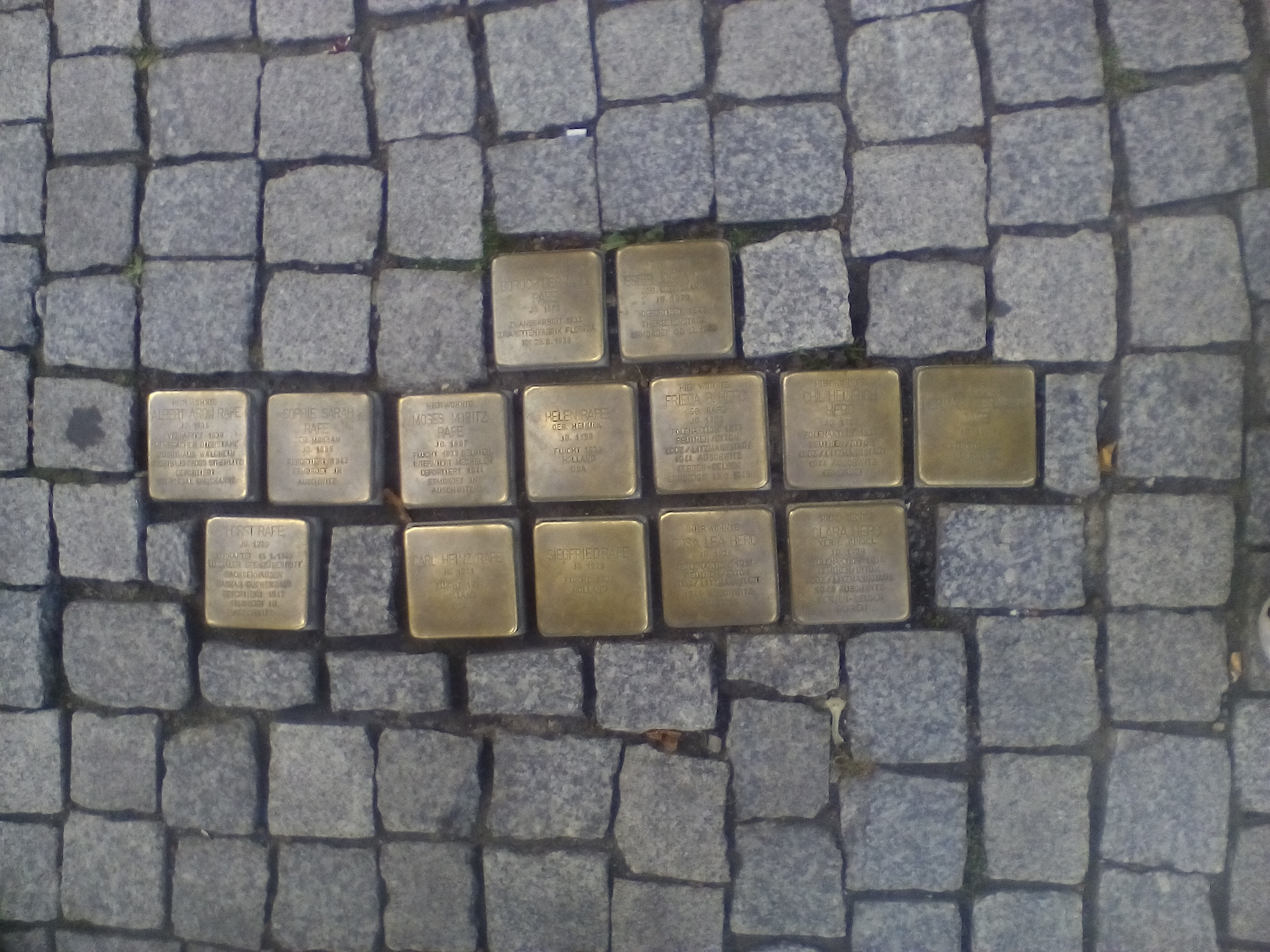
Stolpersteine für Familie Rafe

Seit 19. September 2016 erinnert an der Hainspitze eine Gruppe von Stolpersteinen an die Familie Rafe, die von den Nazis verfolgt und teilweise ermordet wurde (siehe Liste der Stolpersteine in Leipzig).